# Dickie Davis
Richard Daniel "Dickie" Davis (né le 22 janvier 1922 à Birmingham et mort en août 1999) est un joueur de football anglais qui a évolué à Sunderland et à Darlington FC en tant qu'attaquant.

## Biographie
Il fait ses débuts pour Sunderland le 7 décembre 1946 contre Leeds United lors d'un match nul 1–1 à Elland Road. Il finit meilleur buteur du championnat d'Angleterre de football lors de la saison 1949-50 avec 25 buts. Durant cette période à Roker Park entre 1946 et 1953, il joue en tout 144 matchs de championnat, et inscrit 73 buts. Il part ensuite jouer pour Darlington FC en 1954 et y inscrit 32 buts en 93 matchs en quatre saisons à Feethams. En 1957, il prend sa retraite footballistique, à l'âge de 35 ans.

## Palmarès
Sunderland AFC
- Meilleur buteur du Championnat d'Angleterre de football (1) :
  - 1950: 25 buts.